# Ninni Carr
Anna Gunilla Elisabet Ninni Carr, född 2 augusti 1962 i Vantörs församling, Stockholms stad, är en svensk folkmusiker och riksspelman
Carr studerade på Wiks folkhögskolas folkmusiklinje och Fridhems folkhögskolas rocklinje samt därefter fyra år på Kungliga Musikhögskolans rytmikpedagogutbildning. Carr är även suzukipedagog i Örebro i Suzukiförbundets regi.
Carr är riksspelman på nordvästskånska slängpolskor och rumpedarror. Carr har tidigare undervisat vid Musikhögskolan i Malmö.